# Claes Erik von Sticht
Claes Erik von Sticht, född 1 november 1753 på Bjurvik i Nävelsjö socken, död 13 mars 1806 på Stendal i Jorois socken, var en svensk militär. Han var farfar till Otto Emil von Sticht.
Claes Erik von Sticht var son till ryttmästaren Adolf Johan von Sticht och Anna Maria Silfversparre. Han blev volontär vid Kalmar regemente 1764, korpral 1770, rustmästare där 1772, sergeant 1773, fänrik 1778 och transporterades till Savolax fotjägarkår 1781. von Sticht blev löjtnant 1782, premiärlöjtnant 1784 och kapten 1788. Han deltog i Gustav III:s ryska krig och blev därunder fången 1790. von Sticht blev major i armén 1789 och vid Savolax fotjägarregemente 1790, överstelöjtnant där 1794. Han naturaliserades som svensk adelsman 1801 och introducerades 1802. von Sticht blev 1802 överste i armén och överstelöjtnant vid Savolax lätta infanteriregemente. Åren 1803–1806 var han chef för Savolax lätta infanteriregemente och Savolaxbrigaden. von Sticht blev 1788 riddare av Svärdsorden.